# الرومانية الكاثوليكية في بورما

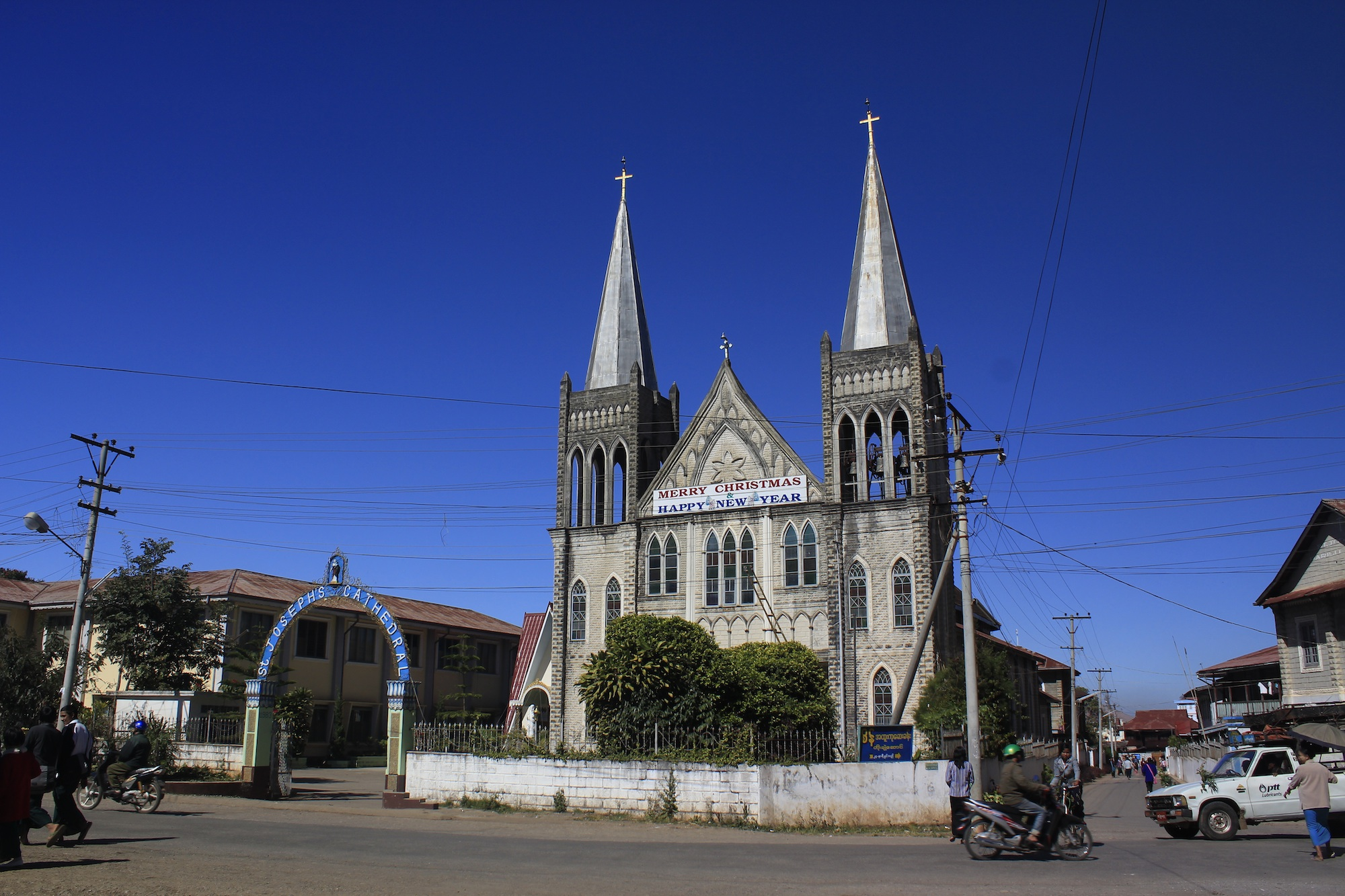
كاتدرائية القديس يوسف الكاثوليكيَّة في تاونغيي.

الكنيسة الكاثوليكية البورميَّة هي جزء من الكنيسة الكاثوليكية العالمية في ظل القيادة الروحية للبابا في روما ومجلس الأساقفة البورمي. وبحسب الإحصائيات الكنسيَّة المحلية تضم البلاد حوالي 700,000 مواطن كاثوليكي، ويتوزع كاثوليك البلاد على ستة عشر أبرشية بما في ذلك ثلاثة مطرانيات. ويتوزع الكاثوليك جغرافياً في مختلف أنحاء بورما. 
يعود وجود الكنيسة الكاثوليكية في البلاد إلى القرن السابع عشر، مع وصول المبشرين البرتغاليين. وقد وصل العديد من المبشرين الكاثوليك في عقد 1830 من أوروبا، وبحلول عام 1841 ضمت البلاد حوالي 4,500 كاثوليكي. ووصلت أولى الراهبات للبلاد بين عام 1847 وعام 1852. بحلول عام 1862 ترأس المجتمع الكاثوليكي المتكون من 6,000 شخص أسقف واحد وكان يخدمهم إحدى عشرة من المبشرين وكاهن واحد، وأمتلك المجتمع كلية واحدة. في عام 1992 نمت عضوية الكنيسة لتصل حوالي 27,000 يخدمهم ستة وستين من المبشرين واثني عشر كاهن من السكان المحليين. وأدار الكاثوليك اثنين من المدارس الإكليريكية، وثلاثة وسبعين مدرسة كاثوليكية ضمت حوالي 3,900 طالب. بحلول عام 1933 وصلت أعداد الكاثوليك إلى حوالي 121,000 نسمة. في 27 نوفمبر من عام 2017 وصل البابا فرنسيس إلى بورما التي يشكل البوذيون غالبية سكانها وأتهم جيشها بشن حملة «تطهير عرقي» أدت إلى تهجير أكثر من 600 ألف من الروهينغا المسلمين من ولاية راخين. ولم يتردد البابا فرنسيس مراراً في في إدانة المعاملة التي يتلقاها من وصفهم بانهم «اخوتي الروهينغا» رغم استياء بوذيي بورما من مثل هذه التصريحات وكذلك من ادانة الأسرة الدولية لطريقة تعامل الحكومة مع الأزمة.